# نماینده مجلس
نماینده مجلس (انگلیسی: member of parliament (MP)) نماینده مردمی است که در حوزه انتخاباتی آنها زندگی می‌کند و به کسی گفته می‌شود که از آنها برای عضویت در مجلس انتخاب شده‌است. در نظام‌های دومجلسی این عنوان به نمایندگان مجلس سفلا گفته می‌شود و مجلس اعلا معمولاً نامی دیگر از قبیل مجلس سنا دارد و نمایندگانش نیز با عنوانی دیگر همچون سناتور خوانده می‌شوند.